# Rose Marcario
Rose Marcario es la CEO de la compañía de ropa de aire libre Patagonia. Se unió a la compañía en 2008 como CFO, y desde entonces los beneficios de Patagonia se han triplicado. Tras su contratación, evaluó los procesos de producción de Patagonia y los revisó para que fuesen más respetuosos con el medio ambiente, eliminando residuos y materiales de embalaje sobrante.
Antes de unirse a Patagonia, Marcario pasó 15 años trabajando en inversión de capitales. Estudió Empresariales y Finanzas en la Universidad de Albany y un MBA en la Universidad Estatal de California, en Los Ángeles. En la actualidad forma parte de la junta directida de la Universidad de Naropa.

## Guarderías para hijos de empleados
Marcario ha apoyado fervientemente la instalación de guarderías en las empresas, que Patagonia tiene desde 1983. Bajo su liderazgo, el 100% de las madres trabajadoras de la empresa han regresado a sus puestos después de dar a luz. El 1 de junio de 2017 Marcario inauguró una guardería en el centro de distribución de Patagonia en Reno, Nevada. Marcario cree que las guarderías operadas por las empresas son la respuesta para conseguir más mujeres en puestos directivos de las compañías.

## Política
En febrero de 2016, Marcario y el fundador de Patagonia Yvon Chouinard hicieron una declaración pública sobre el compromiso de la compañía en la protección de las tierras públicas al retirar la participación de la compañía en la feria comercial Outdoor Retailer. La feria se venía celebrando en Salt Lake City, Utah, y Marcario y Chouinard dijeron que protestaban los intentos de Gary Herbert, Gobernador de Utah, por rescindir el Monumento Nacional Bears Ears. Marcario es a menudo portavoz de la posición de Patagonia sobre las tierras públicas, y otras compañías de la industria del aire libre a menudo siguen los pasos de Patagonia. Su decisión de utilizar la participación de la compañía en Outdoor Retailer como herramienta de negociación para cambiar la postura de Herbert sobre las tierras públicas espoleó un boicot de la feria, lo cual puso los 887 mil millones de dólares de la industria de exteriores en el punto de mira nacional. Marcario y Patagonia dijeron que la marca boicotearía la feria, una de las convenciones anuales más lucrativas de Salt Lake City, a no ser que los representantes del estado retiraran sus intenciones de rescindir Bears Ears. Muchas otras compañías dijeron que también boicotearían la feria en solidaridad con Patagonia, lo que causó que Outdoor Retailer y la Asociación de Industrias de Aire Libre buscaran una nueva sede para la feria en un estado con una política más favorable hacia las tierras públicas.
Patagonia ha buscado la movilización de sus clientes contra la orden ejecutiva de Trump que manda revisar algunos monumentos nacionales, en particular sobre el Monumento Nacional Bears Ears, y ha amenazado con demandar a la administración de Trump si intenta reducir o eliminar protecciones del monumento.
Marcario cerró las oficinas de Patagonia el Día de Elecciones de 2016 para concienciar sobre la importancia del voto. Cuatro días después de la inauguración del Presidente Donald Trump, habló en contra de la administración Trump, en defensa de las tierras públicas y la lucha contra el cambio climático.